# 665079 Tym
665079 Tym este o planetă minoră (asteroid) din centura de asteroizi. A fost descoperită pe 4 ianuarie 2013 la  de . 
Obiectul prezintă o orbită caracterizată de o semiaxă mare de 2,5659065334234 UAi, o excentricitate de 0,078819474477555, o înclinație de 10,870695464749 ° în raport cu ecliptica.